# Jan Molleson
Jan Molleson (ur. ok. 1806) – członek organizacji spiskowej w Kiejdanach, zesłaniec.

## Życiorys
Syn Jana (ur. 1769) i Felicjanny. Ojciec był wicesuperintendentem kościoła ewangelicko-reformowanego w Kiejdanach i prefektem tamtejszej szkoły. Pochodził z rodziny szwedzkiej osiadłej na Litwie.
Jan Molleson junior założył w listopadzie 1823 roku w Kiejdanach organizację spiskową, aktywną do stycznia 1824 roku. Powziął zamiar zamordowania wielkiego księcia Konstantego, gdy ten miał przejeżdżać przez Kiejdany do Petersburga. Ojciec Mollesona, prefekt tamtejszego gimnazjum, w obliczu pojawiania się napisów wywrotowych w mieście zawiadomił rektora Józefa Twardowskiego. Ten poinformował senatora Nikołaja Nowosilcowa, który przyjechał do Kiejdan incognito 29 stycznia 1824 roku. Nowosilcow ściągnął do miasta komisję śledczą z Leonem Bajkowem i prokuratorem Hieronimem Botwinką. Molleson junior został aresztowany na przełomie stycznia i lutego, 2 lutego 1824 roku brutalnie przesłuchiwany przez Botwinkę i Bajkowa złożył zeznania. Zgodnie z raportem Nowosilcowa z 17 lutego dla wielkiego księcia Konstantego uczniów z Kiejdan oddano pod sąd wojskowy w Wilnie. Postępowaniem sądowym objęto także jego ojca. Prośby matki do senatora Nowosilcowa zostały zignorowane. Reskryptem cesarskim z 3 marca zamknięto szkołę w Kiejdanach. 8 kwietnia 1824 roku zapadł zaakceptowany przez Nowosilcowa wyrok, który 29 kwietnia konfirmowali wielki książę Konstanty i cesarz Aleksander I Romanow. Jan Molleson junior skazany został na karę śmierci, a po konfirmacji na ciężkie roboty na katordze nerczyńskiej.
Pochowany został na górze nad Szyłką z głową zwróconą na zachód, ku ojczyźnie. Górę tę Buriaci nazywali „Górą Mollesona”.
Molleson należy do najbardziej zmitologizowanych postaci okresu procesu Filomatów i Filaretów. Adam Mickiewicz uwiecznił postać spiskowca i jego matki jako Rollisonów w III części Dziadów.